# Anfótero (general)
Anfótero (griego: Ἀμφοτερός) fue una antiguo militar macedonio del siglo IV a. C., hermano del general Crátero, quien fue nombrado por Alejandro Magno comandante de la flota del Helesponto en 333 a. C. Anfótero sometió las islas entre Grecia y Asia Menor, lo que no fue agradecido por Alejandro. Vació Creta de persas y piratas, y navegó hasta el Peloponeso en 331 a. C., para sofocar un levantamiento contra el poder macedonio.